# Townsendia condensata
Espèce
Classification phylogénétique
Townsendia condensata est une espèce de plantes à fleurs de la famille des Asteraceae. Elle est rare, très localisée à certaines zones d'altitude d'Amérique du Nord, et on estime notamment qu'elle est en danger dans le Montana.